# ۴۳۰ (میلادی)
۴۳۰ (میلادی) چهارصد و سیمین سال تقویم میلادی است.

## درگذشتگان
‎